# Распылительная сушка
Распылительная сушка (англ. spray drying) — способ удаления растворителя из растворов и суспензий, основанный на впрыскивании капель жидкости в поток газа-носителя, обычно воздуха, нагретого до температур 100—300 °С, с последующей сепарацией твёрдых частиц.

## Описание
Процесс характеризуется высокой скоростью сушки; частицы порошка часто сохраняют сферическую форму. Широко используется как технологический приём в производстве керамических материалов, обычно для повышения текучести пресс-порошков и для нанесения добавок и микрокомпонентов на поверхность частиц перед формованием и спеканием керамики. Благодаря сохранению достаточно высокой однородности распределения солевых компонентов в твёрдой фазе, распылительная сушка многокомпонентных растворов в сочетании с термическим разложением её продуктов может использоваться также как эффективный метод синтеза многокомпонентных оксидных материалов и композитов.
Основными отличиями метода от пиролиза аэрозолей являются более низкая температура газа-носителя, обычно не приводящая к полному термическому разложению солевых компонентов раствора, и использование вместо аэрозольных генераторов форсунок, создающих капли более крупного размера, но обладающих значительно более высокой производительностью.
Распылительная сушка — один из основных методов получения сухих продуктов и препаратов в пищевой и, в меньшей степени, в фармацевтической промышленности.